# 군산시의 향토문화유산
군산시의 향토문화유산은 문화재보호법 제2조 제1항에 열거된 유형으로서 국가나 도의 문화재로 지정되지 아니한 것 중 보존·보호·관리할 가치가 있는 유형·무형·기념물·민속 등의 문화재를 말한다.

## 지정 목록
| 번호     | 그림 | 명칭                                                              | 소재지                             | 소유자 (관리자)    | 지정·해제일자                                                          | 비고                             |
| -------- | ---- | ----------------------------------------------------------------- | ---------------------------------- | ------------------ | ---------------------------------------------------------------------- | -------------------------------- |
| 1호      |      | 추모재 (追慕齋)                                                   | 군산시 옥구읍 오곡길 202           | 담양전씨종중       | 2003년 10월 20일 지정                                                  | [ 깨진 링크 ( 과거 내용 찾기 ) ] |
| 2호      |      | 삼인보검                                                          | 군산시 장미동 1-67                 | 경주최씨문중       | 2003년 10월 20일 지정                                                  | [ 깨진 링크 ( 과거 내용 찾기 ) ] |
| 3호      |      | 옥산원                                                            | 군산시 옥구읍 상평리 636           | 옥산서원           | 2003년 10월 20일 지정                                                  | [ 깨진 링크 ( 과거 내용 찾기 ) ] |
| 4호      |      | 군산 발산리 구 일본인 농장 창고 (群山 鉢山里 舊 日本人 農場 倉庫) | 군산시 개정면 바르메길 43 (발산리) |                    | 2003년 10월 20일 지정, 2005년 6월 18일 해제, 등록문화재 제182호로 승격 |                                  |
| 5호      |      | 염의서원                                                          | 군산시 옥산면 염의서원길 156-9     | 염의서원           | 2003년 10월 20일 지정                                                  | [ 깨진 링크 ( 과거 내용 찾기 ) ] |
| 6호      |      | 화봉재                                                            | 군산시 옥구읍 오곡리 195           | 전기린             | 2003년 10월 20일 지정                                                  | [ 깨진 링크 ( 과거 내용 찾기 ) ] |
| 7호      |      | 영묘재(진주강씨 종중제각)                                         | 군산시 회현면 회현초교1길 32-8     | 진주강씨종중       | 2014년 12월 24일 지정                                                  | [ 깨진 링크 ( 과거 내용 찾기 ) ] |
| 8호      |      | 영모당(평강채씨 한림공목사공파 제각)                              | 군산시 성산면 도암리 79            | 평강채씨종중       | 2014년 12월 24일 지정                                                  | [ 깨진 링크 ( 과거 내용 찾기 ) ] |
| 9호      |      | 어청도 봉수대                                                     | 군산시 옥도면 어청도리 202         | 어청도 202방어전대 | 2014년 12월 24일 지정                                                  | [ 깨진 링크 ( 과거 내용 찾기 ) ] |
| 10호     |      | 두세준 효열비 (杜世俊 孝烈碑)                                     | 군산시 회현면 금광리 620-1         | 두릉두씨종친회     | 2014년 12월 24일 지정                                                  | [ 깨진 링크 ( 과거 내용 찾기 ) ] |
| 11호     |      | 보천사 취계당 대사 부도                                           | 군산시 서수면 축동리 634-1         | 보천사             | 2015년 12월 27일 지정                                                  |                                  |
| 12호     |      | 일광사 소불좌상                                                   | 군산시 성산면 여방리 697-3         | 일광사             | 2015년 12월 27일 지정                                                  |                                  |
| 13호     |      | 일광사 독성상                                                     | 군산시 성산면 여방리 697-3         | 일광사             | 2015년 12월 27일 지정                                                  |                                  |
| 14호     |      | 어청도 치동묘                                                     | 군산시 옥도면 어청도리 286         | 어청도 202방어전대 | 2015년 12월 27일 지정                                                  |                                  |
| 15호     |      | 이종훈 가옥                                                       | 군산시 개정면 운회리 434-1         | 이종훈             | 2007년 12월 20일 지정                                                  |                                  |
| 16호     |      | 불이농촌                                                          | 군산시 산북동 2717                 | 군산시             | 2008년 12월 30일 지정                                                  |                                  |
| 17호     |      | 군산 구 조선운송주식회사 사택                                     | 군산시 구영신창길 73 (금동)        | 윤** (개인)        | 2008년 12월 30일 지정, 2018년 8월 6일 해제, 등록문화재 제725호로 승격  |                                  |
| 18호     |      | 이극견 가계 석물군 (李克堅 家系 石物群)                           | 군산시 임피면 축산리 155           | 광주이씨대종회     | 2008년 12월 30일 지정                                                  |                                  |
| 19호     |      | 선유도 오룡묘 (선유도 五龍廟)                                     | 군산시 옥도면 선유도리 116         |                    | 2011년 2월 22일 지정                                                   |                                  |
| 20호     |      | 민살풀이춤                                                        | 군산시                             | 장금도             | 2016년 7월 6일 지정                                                    |                                  |
| 지정예고 |      | 두사순·두정란 묘역                                                | 군산시 옥구읍 오곡리 산 154-1      |                    | 2019년 10월 1일 공고                                                   |                                  |

## 참고 문헌
- 군산시보